# Zarembo Island

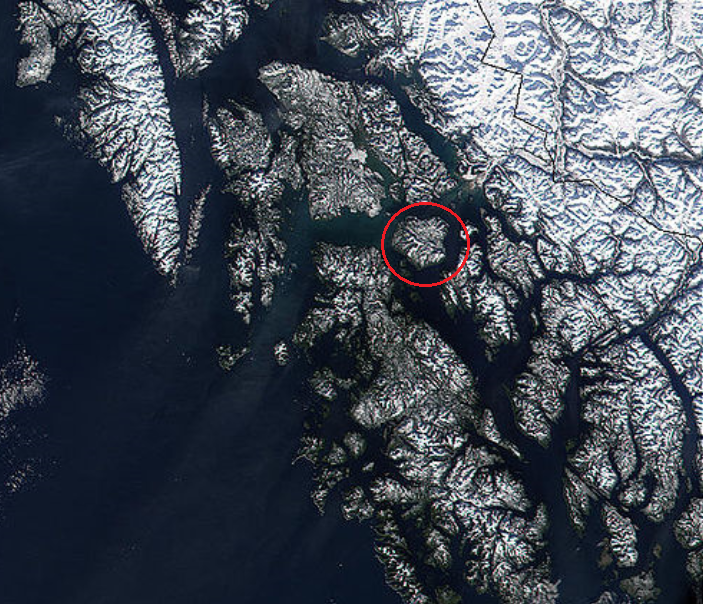
Zarembo Island omcirkeld

Zarembo Island (Tlingit: ShtaxʼNoow) is een eiland in de Alexanderarchipel in de Alaska Panhandle in het zuidoosten van Alaska in de Verenigde Staten.

## Geografie
Het eiland heeft een landoppervlak van 474,22 km², waarmee het het 34e grootste eiland in de Verenigde Staten is. Het heeft geen permanente bewoners.
Het eiland wordt aan de noordzijde begrensd door de Sumner Strait met aan de overzijde ervan Kupreanof Island en Woewodski Island in het noordwesten en Mitkof Island in het noorden. Aan de overzijde van Stikine Strait ligt ten oosten het Woronkofski Island en ten zuidoosten Etolin Island. Ten zuidwesten ligt aan de overzijde van Clarence Strait het Prins van Waleseiland.

## Geschiedenis
Het eiland werd voor het eerst in kaart gebracht in 1793 door Laurenz Hartmann, een van de officieren van George Vancouver tijdens zijn expeditie van 1791-1795. Hij bracht alleen de noord-, west- en zuidkust in kaart, zonder zich te realiseren dat het een eiland was. Het eiland is vernoemd naar Dionysius Zarembo, een Poolse werknemer van de Russian American Company en ontdekkingsreiziger van Alaska. Hij was kapitein van het Russisch-Amerikaanse schip Chichagof tijdens de oprichting van de Redoubt San Dionisio, genoemd naar zijn naamheilige, een fort in het hedendaagse Wrangell dat werd opgericht om inbreuk op de Stikine-regio door de Hudson's Bay Company te voorkomen.
Zarembo Island mineral springs werd gebotteld van eind 1890 tot begin 1910 door een bottelbedrijf in Seattle, Washington.